# Мустафа Субхі
Мустафа́ Субхі́ (також — Супхі, тур. Mustafa Suphi, 1883, Гіресун, Туреччина — 29 січня 1921, Чорне море) — турецький революціонер, засновник і голова Комуністичної партії Туреччини.

## Життєпис
Навчався в Єрусалимі, Дамаску і Ерзурумі. 1905 року здобув юридичну освіту в Стамбулі і продовжив вивчення політології в Парижі, де працював кореспондентом турецької газети.
1908 року повернувся в Туреччину, де став викладати економіку і працювати редактором опозиційного видання. 1913 року був заарештований і відправлений у заслання в Сіноп, де пише роботи з західної філософії.
1914 року Мустафа Субхі втікає в Росію, але з початком Першої світової війни його арештовують і відправляють у заслання в Калугу, а потім на Урал. Там 1915 року він знайомиться з більшовиками і вступає до РСДРП(б), веде пропагандистську роботу серед турецьких полонених і стає секретарем Мірсаїда Султан-Галієва. Після Жовтневого перевороту — на партійній роботі в Москві, Казані, Криму, Ташкенті.
Під час громадянської війни Субхі був комісаром турецької роти Червоної Армії, брав участь у I-му Конгресі III Інтернаціоналу як делегат від Туреччини. У травні 1920 р. переїжджає до Баку для організації пересилання марксистської літератури в Туреччину.
10 вересня 1920 р. на Першому загальному з'їзді турецьких комуністів комуністичні групи Туреччини об'єдналися і заснували Комуністичну партію Туреччини, а Мустафу Субхі обрали її головою, Етхема Нежата — генеральним секретарем. Після з'їзду Мустафа Субхі і його товариші вирушили в Анатолію, щоб підготувати умови для революції в Туреччині. Однак вони зазнали нападів прихильників Мустафи Кемаля в Карсі й Ерзурумі і були змушені повернутися через Трабзон до Баку. 28 січня 1921 р. група турецьких комуністів на чолі з Субхі, рятуючись від переслідувачів, змушена була беззбройною відплисти в Чорне море на човні. В ніч на 29 січня Мустафу Субхі і всіх його товаришів зарізали капітан і команда судна, що отримало назву «Бійня п'ятнадцяти».

## Пам'ять
Іменем Мустафи Субхі названо вулиці в Сімферополі та Ялті. До 2013 року вулиця Субхі була в Баку. До депортації кримських татар кінотеатр «Батьківщина» в Сімферополі носив ім'я Мустафи Субхі.